# Salix vinogradovii
Salix vinogradovii är en videväxtart som beskrevs av A. Skvorts.. Salix vinogradovii ingår i släktet viden, och familjen videväxter. Inga underarter finns listade i Catalogue of Life.